# Fiancé malgré lui (film, 1922)
Pour le film de David Smith sorti en 1919, voir Fiancé malgré lui.
Pour plus de détails, voir Fiche technique et Distribution.
Fiancé malgré lui (titre original : The Crossroads of New York) est un film muet américain réalisé par F. Richard Jones, sorti en 1922.

## Fiche technique
- Titre original : The Crossroads of New York
- Réalisation : F. Richard Jones
- Scénario : John Grey, Ray Griffith, d'après Mack Sennett
- Producteur : Mack Sennett
- Photographie : Fred Jackman, Homer Scott, Robert Walters
- Distributeur : Associated First National Pictures
- Montage : Allen McNeil
- Genre : Comédie
- Durée : 60 minutes
- Dates de sortie : 
  - États-Unis : 21 mai 1922
  - France : 28 mars 1924

## Distribution
- George O'Hara : Michael Flint
- Noah Beery : James Flint
- Ethel Grey Terry : Grace St. Clair
- Ben Deeley : attaché de presse
- Billy Bevan : attaché de presse
- Herbert Standing : John D. Anthony
- Dot Farley : la propriétaire
- Eddie Gribbon : Star Boarder
- Kathryn McGuire : Ruth Anthony
- Robert Cain : Garrett Chesterfield
- Mildred June : la serveuse
- Raymond Griffith : Wall Street 'Wolf'
- Charles Murray : le juge
- James Finlayson : l'avocat
- Pat Kelly : le majordome

Rôles secondaires non crédités
- Al Cooke
- Jack Cooper
- Floy Guinn
- Garry O'Dell
- Marie Prevost

## Galerie

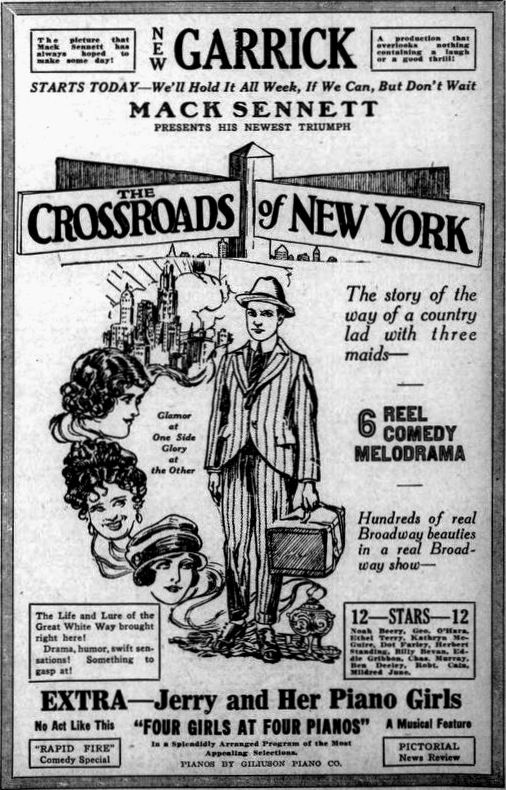
Publicité pour le Duluth Herald du 22 juillet 1922.
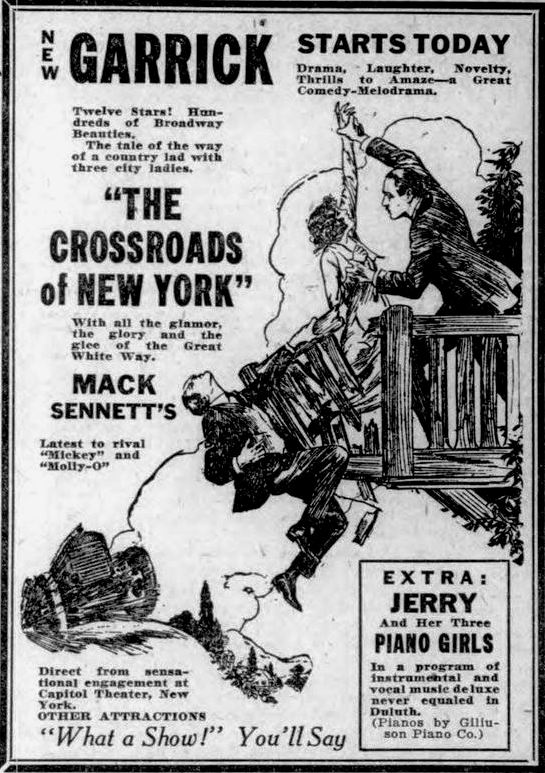
Publicité pour le Duluth Herald du 22 juillet 1922.
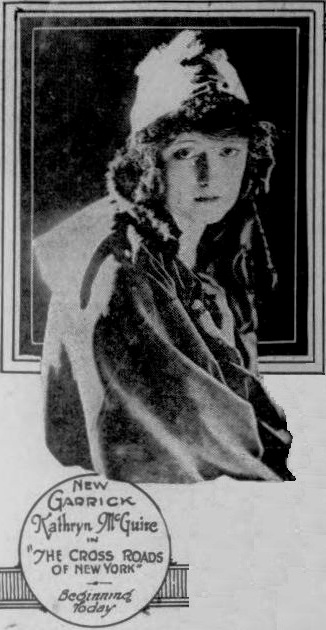
Kathryn McGuire (Duluth Herald, 1922)
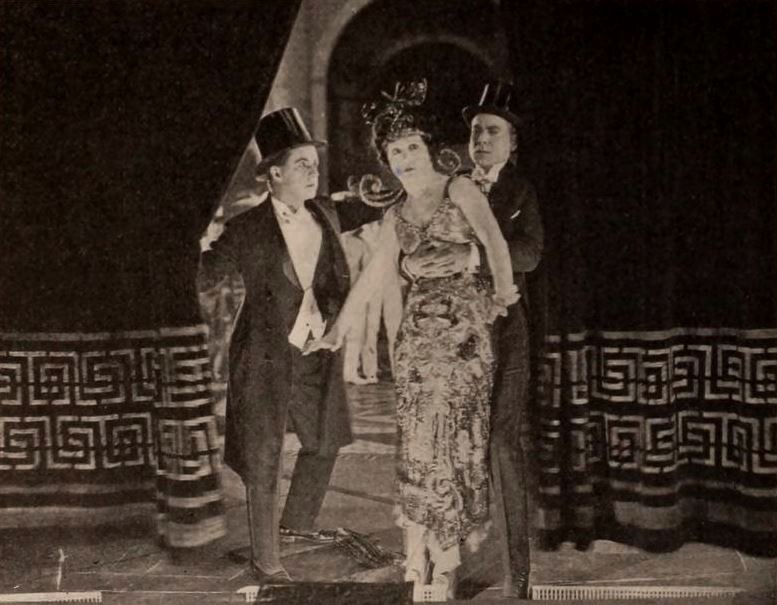
Billy Bevan, Ethel Grey Terry et Ben Deeley, pour le Exhibitors Herald du 11 juin 1921
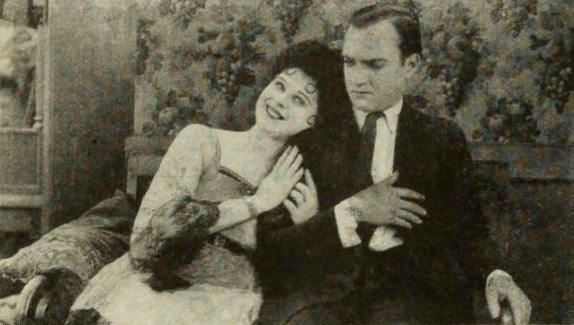
Ethel Grey Terry et George O'Hara, pour Photoplay (août 1922).

## Conservation
The Crossroads of New York est un film perdu, à l'exception d'un fragment, conservé à la Deutsche Kinemathek.